# John Currin
John Currin (nacido en 1962) es un pintor estadounidense residente en la ciudad de Nueva York . Es principalmente conocido por pinturas figurativas satíricas que tratan temas sexuales y sociales provocativos de una manera técnicamente hábil. Su trabajo muestra una amplia gama de influencias, incluidas fuentes tan diversas como el Renacimiento, revistas de cultura popular y modelos de moda contemporáneos. A menudo distorsiona o exagera las formas eróticas del cuerpo femenino, y ha subrayado que sus personajes son reflejos de sí mismo más que inspirados en personas reales.

## Primeros años de vida
Currin nació en Boulder, Colorado, y creció en Connecticut, hijo de un profesor de física y una profesora de piano de Oklahoma. En Connecticut, cuando era adolescente, estudió pintura de forma privada con un artista ruso de renombre y formación tradicional de Odesa, Ucrania, Lev Meshberg . Fue a la Universidad Carnegie Mellon en Pittsburgh, donde obtuvo un BFA en 1984 y recibió un MFA de la Universidad de Yale en 1986.

## Carrera profesional
En White Columns en la ciudad de Nueva York en 1989, exhibió una serie de retratos de niñas inspiradas de las fotografías de un anuario de la escuela secundaria e inició sus esfuerzos por destilar arte de temas tradicionalmente cliché . En la década de 1990, mientras se favorecían las obras de arte con temas políticos, Currin usó descaradas representaciones audaces de mujeres jóvenes de grandes pechos, hombres con bigote y divorciados asexuales, diferenciándolo del resto. Usó revistas como Cosmopolitan junto con números antiguos de Playboy como inspiración para sus pinturas. En 1992, Currin mudó su obra a la Galería Andrea Rosen y se centró, con menos simpatía, en mujeres acomodadas de mediana edad. No obstante, a fines de la década de 1990, la capacidad de Currin para pintar temas kitsch con facilidad técnica obtuvo un éxito crítico y financiero, y en 2003 sus pinturas se vendían "por precios de seis cifras altas" después de mudarse a la Galería Gagosian en Chelsea, Nueva York. : 63  Más recientemente, ha emprendido una serie de pinturas de figuras que tratan temas descaradamente pornográficos, diciendo: " Una de mis motivaciones es ver si puedo hacer que esta cosa claramente degradada y fea se vuelva hermosa en una pintura ".
Ha tenido exposiciones retrospectivas en el Museo Whitney de Arte Americano y el Museo de Arte Contemporáneo de Chicago y está representado en las colecciones permanentes del Museo y Jardín de Esculturas Hirshhorn y la Galería Tate . La retrospectiva del Whitney de Currin de 2004 mostró el desarrollo de su carrera a través de más de 40 de sus pinturas exhibidas.
En 1994, Currin conoció a la artista Rachel Feinstein en una galería en la que ella vivía en una casa de pan de jengibre que ella misma había hecho como parte de su presentación. Sin embargo, Feinstein se especializa en trabajos escultóricos. Se comprometieron dos semanas después en el desfile de Currin en París y se casaron tres años más tarde, el día de San Valentín. Tienen dos hijos y una hija. Ella ha sido descrita como su musa, lo que él dice que es " un poco cursi ". Sin embargo, ha declarado: " Cuando conocí a Rachel, sentí que podía conectarme con algunos principios que movían mi arte, que tenía cierta libertad de las cosas insignificantes de mi propia personalidad". Feinstein ha aparecido en muchas de las pinturas de Currin, tanto como un rostro reconocible como un modelo corporal. En 2002, Feinstein y Currin publicaron un libro de 24 páginas de sus trabajos en el Taller Hydra en Hydra, Grecia, que titularon The Honeymooners, John Currin and Rachel Feinstein . Incluye una entrevista realizada por Sadie Coles . En 2011, el New York Times los describió como "la pareja mas poderosa en el mundo del arte actual".
En una entrevista de 2011, Currin describió su relación con su trabajo como "... una atmósfera completamente ambisexual. Creo que tienes razón si hay una lógica inversa en mi trabajo. Es que las fotos de hombres son sobre hombres y las fotos de mujeres son sobre mí. Ha examinado y emulado pinturas del norte de Europa del siglo XVI. Su inspiración proviene de los retratos de los viejos maestros y las pin-ups, las ninfas y los prototipos femeninos etéreos, así como de su musa y esposa, Feinstein. Sus pinturas mantienen una conversación entre lo grotesco y lo bello, y se inspiran en artistas clásicos como Fragonard y Bouchard hasta Rockwell y Crumb
El cuadro de Currin, Bea Arthur Naked, se vendió en Christie's el 15 de mayo de 2013 por $ 1.900.000 .

## Materiales de origen
Currin ha citado la pornografía danesa " sacada... de Internet " como fuente de material para su trabajo. Se han identificado imágenes específicas publicadas por Color Climax Corporation como fuentes de las pinturas más pornográficas de Currin, incluidas composiciones y pequeños detalles.

## Exposiciones

### exposiciones individuales
- 2019 John Currin: Mi vida como hombre, Dallas Contemporary, Dallas, TX
- 2013 Galería Gagosian, París, Francia
- 2012 Sede de Sadie Coles, Londres, Inglaterra
- 2011 DHC/Arte, Montreal, Canadá
- 2010 John Currin: Nuevas pinturas, Gagosian Gallery, Madison Avenue, Nueva York, NY
- 2009 John Currin: Works on Paper, A Fifteen Year Survey of Women, Andrea Rosen Gallery, Nueva York, NY
- 2008 John Currin: New Paintings, Sadie Coles HQ, Londres, Inglaterra
- 2006 Galería Gagosian, Nueva York, NY
- 2003 Sede de Sadie Coles, Londres, Inglaterra Museo de Arte Contemporáneo, Chicago, IL Viajó a: Serpentine Gallery, Londres, Inglaterra; Museo de Arte Whitney, Nueva York, NY John Currin: Obras en papel, Centro de Arte de Des Moines, Des Moines, IA Viajó a: Museo de Arte de Aspen, Aspen, CO; Museo de Arte de Milwaukee, Milwaukee, WI
- 2002 Proyectos Regen, Los Ángeles, CA
- 2001 Galería Andrea Rosen, Nueva York, NY
- 2000 Monika Sprüth Galerie, Colonia, Alemania Sadie Coles HQ, Londres, Inglaterra
- 1999 Andrea Rosen Gallery, Nueva York, NY Regen Projects, Los Ángeles, CA
- 1997 Andrea Rosen Gallery, Nueva York, NY Sadie Coles HQ, Londres, Inglaterra
- 1996 Proyectos Regen, Los Ángeles, CA
- 1995 Institute of Contemporary Art, Londres, Inglaterra Andrea Rosen Gallery, Nueva York Fonds Régional d'Art Contemporain, Limousin, Limoges, Francia Donald Young Gallery, Seattle, WA Jack Hanley Gallery, San Francisco, CA
- 1994 Galería Jennifer Flay, San Francisco, CA Galería Andrea Rosen, Nueva York, NY
- 1993 Critical Distance, comisariada por Luk Lambrecht, Ado Gallery, Amberes, Bélgica Galerie Monika Sprüth, Colonia, Alemania
- 1992 Galería Andrea Rosen, Nueva York, NY
- 1989 Columnas blancas, Nueva York, NY[5]

### Exposiciones colectivas (seleccionadas)
- 2013 NYC 1993: Experimental Jet Set, Trash and No Star, New Museum, New York, NY
- 2012 Freedom Not Genius, Works from Damien Hirst's Collection, Pinacoteca Giovanni e Marella Agnelli, Turin, Italy Curators’ Series #5. Bouvard and Pécuchet's, Compendious Quest for Beauty, David Roberts Art Foundation, London, England Absentee Landlord, Walker Art Center, Minneapolis, MN
- 2011 Celebrating the Golden Age, Grans Hals Museum, Amsterdam, The Netherlands The Deer, Le Consortium Dijon, Dijon, France
- 2010 Lebenslust und Totentanz, Kunsthalle Krems, Krems, Austria Kupferstichkabinett: Between Thought and Action, White Cube, London, England Crash: Homage to JG Ballard, Gagosian Gallery, Britannia Street, London, England In the Company of Alice, Victoria Miro Gallery, London, England Connecticut, D’Amelio Terras, New York, NY
- 2009 Mary Magdelene, The Metropolitan Opera, New York, NY Slow Paintings, Museum Morsbroich, Leverkusen, Germany Tears of Eros, Museo Thyssen-Bornemisza, Madrid, Spain Oscar Tuazon. That's Not Made For That, David Roberts Foundation, London, England Paint Made Flesh, Memorial Art Gallery of the University of Rochester, Rochester, NY Travels to: Frist Center for the Visual Arts, Nashville, TN; The Phillips Collection, Washington D. C.
- 2008 Diana And Actaeon - The Forbidden Gaze, Stiftung Museum Kunst Palast, Düsseldorf, Germany Travels to: Compton Verney, Warwickshire, England Bad Painting. Good Art, mumok - Museum of Modern Art, Vienna, Austria Pretty Ugly, Gavin Brown's Enterprise, New York, NY THE OLYMP – Works on Paper, Burkhard Eikelmann Com, Düsseldorf, Germany
- 2007 Old School, Hauser & Wirth Colnaghi, London, England Travels to: Zwirner & Wirth, New York, NY Very Abstract and Hyper Figurative. Thomas Dane Gallery, London, England Insight?, Gagosian Gallery, Moscow, Russia What is Painting? – Contemporary Art from the Collection, Museum of Modern Art, New York, NY News on Paper, Galerie Burkhard Eikelmann, Düsseldorf, Germany Timer 01, Triennale Bovisa, Milan, Italy Painting Now! – Back to Figuration, Kunsthal Rotterdam, Rotterdam, The Netherlands Jake & Dinos Champan and John Currin, Magasin 3 Stockholm Konsthall, Stockholm, Sweden
- 2006 In the Darkest Hour There May Be Light, Works from Damien Hirst's Murderme Collection, Serpentine Gallery, London, England Surprise, Surprise, Institute of Contemporary Arts, London, England Zurück zur Figur: Marlerei der Gegenwart, Kunsthalle der Hypo-Kulturstiftung, Munich, Germany Travels to: Kunsthal Rotterdam, Rotterdam, The Netherlands; KunstHaus Wien, Vienna, Austria Painting Codes: I Codici della Pittura, Galleria Comunale d’Arte Contemporanea di Monfalcone, Monafalcone, Italy The Power of Women, Galleria Civica di Arte Contemporanea di Trento, Trento, Italy Sweets and Beauties, Fredericks and Freiser, New York, NY New York, New York, Grimaldi Forum, Monaco
- 2005 Girls on Film, curated by Kristine Bell, Zwriner and Wirth Gallery, New York, NY Drawing from the Modern, 1975–2005, Museum of Modern Art, New York, NY Idols of Perversity, Bellwether, New York, NY In Limbo. Victoria H. Myhren Gallery, University of Denver, Denver, CO Getting Emotional, Institute of Contemporary Art, Boston, MA Works on Paper, Gagosian Gallery, Beverly Hills, CA The Figurative Impulse – Works from the UBS Art Collection, Museo de Arte de Puerto Rico, Santurce, PR Fondos Regionales de Arte Contemporáneo Île-de-France y Poitou-Charentes, MAMBA – Museo de Arte Moderno de la Ciudad de Buenos Aires, Buenos Aires, Argentina Syzygy, Shaheem Modern and Contemporary Art, Cleveland, OH
- 2004 SITE Santa Fe's Fifth International Biennial: Disparities and Deformations: Our Grotesque, SITE Santa Fe Biennial, Santa Fe, NM She's Come Undone, Artemis Greenberg Van Doren Gallery, New York, NY Painting Now: Selections from the Permanent Collection, Museum of Contemporary Art San Diego, San Diego, CA Selections from the Collection of William and Ruth True, Henry Art Gallery, Seattle, WA Il Nudo: Fra Ideale e Realta, Galleria d’Arte Moderna, Bologna, Italy The Charged Image: From the Collection of Douglas S. Cramer, Joseloff Gallery, West Hartford, CT Projet Cône Sud, Museo de Arte de Lima, Peru Travels to: Centro Cultural Matucana 100, Santiago, Chile; Museo de Arte Moderno de Buenos Aires, Buenos Aires, Argentina; Museo Nacional de Artes Visuales, Montevideo, Uruguay
- 2003 20th Anniversary Show, Monika Sprüth/Philomene Magers, Cologne, Germany John Currin Selects, Museum of Fine Arts, Boston, MA DC: Lily van der Stokker: Small Talk, Museum Ludwig, Cologne, Germany As Time Goes By, Leo Koenig, New York, NY Inaugural Exhibition, Regen Projects, Los Angeles, CA An International Legacy: Selections from Carnegie Museum of Art, Oklahoma City Museum of Art, Oklahoma City, OK Traveled to: Nevada Museum of Art, Reno, NV; Mobile Art Museum, Mobile, AL Supernova: Art of the 1990s from the Logan Collection, San Francisco Museum of Modern Art, San Francisco, CA Reverie – Works from the Collection of Douglas S. Cramer, Speed Art Museum, Louisville, KY Pittura/painting: From Rauschenberg to Murakami, 1964–2003, Museo Correr, Venice, Italy Trésors Publics: 20 Ans de Création dans les Fonds Régionaux d’Art Contemporain, Villa Grenier, Strasbourg, France
- 2002 Drawing Now: Eight Propositions, Museum of Modern Art, New York, NY Liebe Maler, male mir...Dear Painter, paint me...Cher Peintre, peins-moi, curated by Alison Gingeras, Centre Georges Pompidou, Paris, France Traveled to: Kunsthalle Wien, Vienna, Austria, Schirn Kunsthalle Frankfurt, Frankfurt-am-Main, Germany American Standard (Para) Normality and Everyday Life, Barbara Gladstone Gallery, New York, NY The Honeymooners: John Currin and Rachel Feinstein, The Hydra Workshop, Hydra, Greece Its Unfair!, Museum de Paviljoens, Almere, Spain Art for Today, Indianapolis Museum of Art, Indianapolis, IN
- 2001 Form Follows Fiction, Castello di Rivoli, Turin, Italy Azerty, Centre Georges Pompidou, Paris, France Naked Since 1950, C & M Arts, New York, NY About Faces. C & M Arts, New York, NY The Way I See It, Galerie Jennifer Flay, Paris, France Drawings, Regen Projects, Los Angeles, CA
- 2000Kin, Kerlin Gallery, Dublin, Ireland 00, Barbara Gladstone Gallery, New York, NY Innuendo, Dee/Glasoe Gallery, New York, NY Biennial, Whitney Museum of American Art, New York, NY Couples, Cheim & Read, New York, NY
- 1999 Art Lovers, Compton House, Liverpool Biennial, Liverpool, England I'm Not Here: Constructing Identity at the Turn of the Century, The Susquehanna Art Museum, Harrisburg, PA The Great Drawing Show: 1550 to 1999, Kohn Turner Gallery, Los Angeles, CA Malerei, INIT-Kunsthalle, Berlin, Germany The Nude in Contemporary Art, Aldrich Museum of Contemporary Art, Ridgefield, CO TroubleSpot: Painting, Museum van Hedendaagse kunst Antwepren, Antwerp, Belgium Etcetera, Spacex, Exeter, England Painters: John Currin and Elizabeth Peyton, curated by Peter Schjeldahl, Carpenter Center for the Visual Arts, Harvard University, Cambridge, MA Salome: Images of Women in Contemporary Art, curated by Katherine Gass, Castle Gallery, The College of New Rochelle, NY Positioning, Center for Curatorial Studies Museum, Bard College, Annandale-on-Hudson, NY 7 Women, 7 Years Later, Andrea Rosen Gallery, New York, NY
- 1998 More Fake, More Real, Yet Ever Closer, curated by Robert Evren, Castle Gallery, The College of New Rochelle, NY The Risk of Existence, Phyllis Kind Gallery, New York, NY Young Americans 2, Part Two, Saatchi Gallery, London, England From Here to Eternity: Paintings in 1998, Max Protetch Gallery, New York, NY Hungry Ghosts, Douglas Hyde Gallery, Dublin, Ireland Portraits: People, Places and Things, Marianne Boesky Gallery, New York, NY Pop Surrealism, Aldrich Museum of Contemporary Art, Aldrich, CO Now and Later, Yale University Art Gallery, New Haven, CT
- 1997 Heart, Body, Mind, Soul: American Art in the 1990s, Selections from the Permanent Collection, Whitney Museum of American Art, New York, NY The Tate Gallery Selects: American Realities, Views from Abroad, European Perspectives on American Art 3, curated by Nicolas Serota and Sandy Naime, Whitney Museum of American Art, New York, NY Painting Project, Basilico Fine Arts and Lehmann Maupin, New York, NY Projects # 60: Currin, Peyton, Tuymans, curated by Laura Hoptman, Museum of Modern Art, New York, NY Feminine Image, Nassau County Museum of Art, Roslyn Harbor, NY
- 1996 Figure, Taka Ishii Gallery, Tokyo, Japan Pittura, Castello di Rivara, Turin, Italy Answered Prayers, Contemporary Fine Arts, Berlin, Germany Sugar Mountain, White Columns, New York, NY Face to Face, Victoria Miro Gallery, London, England Controfigura, Studio Guenzani, Milan, Italy Narcissism: Artists Reflect Themselves, California Center for the Arts Museum, Escondido, CA
- 1995 Wild Walls, Stedelijk Museum, Amsterdam, The Netherlands Travels to: Institute of Contemporary Art, London, England 25 Americans: Paintings in the 90's, Milwaukee Museum of Art, Milwaukee, WI Collection, fin XXe, Fonds Régional d’Art Contemporain Poitou-Charentes, Angoulême, France B-Movie, Phoenix Hotel, San Francisco, CA
- 1994 A series of rotating installations: Week 1: John Currin and Andrea Zittel, Andrea Rosen Gallery, New York, NY Exhibited, Center for Curatorial Studies, Bard College, Annandale-on-Hudson, NY Up the Establishment, Sonnabend Gallery, NY Kathe Burkhart, John Currin, José A. Hernandez Diez, Tony Oursler, Lorna Simpson, Sue Williams, Galleria Galliani, Genoa, Italy Don't Postpone Joy or Collecting Can Be Fun! Neue Galerie, Graz, Austria Intercourse, Mustard, Brooklyn, NY
- 1993 Medium Messages, Wooster Gardens, New York, NY Look at the Window, Museum Het Kruithuis, Hertogenbosch, The Netherlands After the Event, curated by Mike Hubert, Aperto 93 in conjunction with the Venice Biennale, Venice, Italy Project Unite Firminy, Unité d’Habitation Le Corbusier, Firminy, France Prospect ’93: An International Exhibition of Contemporary Art, Schirn Kunsthalle Frankfurt, Frankfurt-am-main, Germany SOHO at Duke IV. Duke University Museum of Art, Durham, NC
- 1992 Figurative Work from the Permanent Collection. Whitney Museum of American Art, New York, NY Double Identity, Johnen & Schottle, Cologne, Germany Dead Cat Bounce, Robbin Lockell Gallery, Chicago, IL Galerie Rudiger Schottle, Munich, Germany Travels to: Galerie Rudiger Schottle, Paris, France New Deal, Brunno Brunnet Fine Arts, Berlin, Germany
- 1991 Malerei, Johnen & Schottle, Cologne, Germany Shared Skin: Sub-Social Identifiers, Dooley Le Cappellaine Gallery, New York, NY The Good, the Bad and the Ugly: Violence and Knowledge in Recent American Art, Wesleyan University, Middletown, CT Gulliver's Travels, Sophia Ungers Galerie, Cologne, Germany 7 Women, Andrea Rosen Gallery, New York, NY John Currin and Robin Kahn, Andrea Rosen Gallery, New York, NY
- 1990 (not so) Simple Pleasures, MIT List Visual Arts Center, Boston, MA
- 1989 Amerikarma, Hallwalls, Buffalo, NY[5]

### Trabajos citados
- Holzwarth, Hans W. (2009). 100 Contemporary Artists A-Z (Taschen's 25th anniversary special edición). Köln: Taschen. pp. 114-121. ISBN 978-3-8365-1490-3.
- Tomkins, Calvin (2008). The Lives of the Artists. New York City: Henry Holt and Company. ISBN 9780805088724.